# Angela Finocchiaro
Angela Finocchiaro  (Milán, Italia, 20 de noviembre de 1955) es una actriz y cómica italiana.
Finocchiaro ganó el David di Donatello por la Mejor Actriz Protagónica en 2006 por su personaje en La bestia nel cuore  y en 2007 por su papel de Amelia Benassi en  Mio fratello è figlio unico.

## Filmografía
- 1976 - Allegro non troppo, de Bruno Bozzetto[4]
- 1979 - Ratataplan, de Maurizio Nichetti
- 1980 - Ho fatto splash, de Maurizio Nichetti
- 1986 - Il burbero, de Franco Castellano y Giuseppe Moccia
- 1986 - Dolce assenza, de Claudio Sestieri
- 1988 - Domani accadrà, de  Daniele Luchetti
- 1988 - Gentili Signore, de Adriana Monti
- 1989 - Luisa, Carla, Lorenza e... le affettuose lontananze, de Sergio Rossi
- 1989 - Io, Peter Pan, de Enzo De Caro
- 1991 - Volere volare, de  Maurizio Nichetti
- 1991 - Il portaborse, de Daniele Luchetti
- 1991 - Il muro di gomma, de Marco Risi
- 1992 - Assolto por aver commesso il fatto, de  Alberto Sordi
- 1992 - Ostinat destino, de Gianfranco Albano
- 1992 - Per non dimenticare, de Massimo Martelli
- 1993 - Arriva la bufera, de  Daniele Luchetti
- 1994 - Quando le montagne finiscono, de Daniele Carnacina
- 1995 - Bidoni, de Felice Farina
- 1997 - Con rabbia e con amore, de Alfredo Angeli
- 1998 - L'ultimo capodanno, de Marco Risi
- 2004 - No ti muovere, de  Sergio Castellitto
- 2004 - Signora, por Francesco Laudadio
- 2004 - 13dici un tavola, por  Enrico Oldoini
- 2005 - La bestia nel cuore, por Cristina Comencini
- 2007 - Lezioni di volo, por Francesca Archibugi
- 2007 - Mio fratello è figlio unico, por Daniele Luchetti
- 2008 - Amore, bugie e calcetto, por Luca Lucini
- 2008 - Un giorno perfetto, por Ferzan Özpetek
- 2008 - Il cosmo sur comò, por Marcello Cesena
- 2009 - I mostri oggi, por Enrico Oldoini
- 2009 - Io loro e Lara, por Carlo Verdone
- 2010 - Benvenuti al Sud, por Luca Miniero
- 2010  - La banda dei Babbi Natale, por Paolo Genovese
- 2011 - Bar Sport, por Massimo Martelli
- 2011 - Lezioni di cioccolato 2, por Alessio Maria Federici
- 2012 - Benvenuti al nord, por Luca Miniero
- 2012 - Il sole dentro, por Paolo Bianchini
- 2013 - Si vuole un gran fisico, por Sophie Chiarello
- 2013 - Indovina chi viene a Natale?, por Fausto Brizzi
- 2014 - Un boss in salotto, por Luca Miniero
- 2014 - La scuola più bella del mondo, por Luca Miniero
- 2015 - Latin Lover,[5] por Cristina Comencini
- 2015 - Vacanze ai Caraibi, por Neri Parenti
- 2016 - Assolo, por Laura Morante

### Televisión
- 1994 - A che punto è la notte, de Nanni Loy (película de televisión)
- 1995 - Dio vede e provvede, de Enrico Oldoini (película de televisión)
- 1999 - Le madri, de Angelo Longoni (película de televisión)
- 2005 - Il supermercato (comedia de situación)

### Documentales
- 2011 - Una su tre, de Claudio Bozzatello

### Publicidad
- 1985-1987 - Detergente Nelsen, de Maurizio Nichetti
- 1998 - Melegatti

## Premios y nominaciones

### David di Donatello
| Año  | Categoría                    | Película                    | Resultado |
| ---- | ---------------------------- | --------------------------- | --------- |
| 1991 | Mejor actriz protagonista    | Volere volare               | Nominada  |
| 1992 | Mejor actriz no protagonista | Il muro di gomma            | Nominada  |
| 2006 | Mejor actriz protagonista    | La bestia nel cuore         | Ganadora  |
| 2007 | Mejor actriz no protagonista | Mio fratello è figlio unico | Ganadora  |
| 2011 | Mejor actriz protagonista    | Benvenuti al sud            | Nominada  |

### Nastro d'argento
| Año  | Categoría                    | Película                                              | Resultado |
| ---- | ---------------------------- | ----------------------------------------------------- | --------- |
| 1992 | Mejor actriz protagonista    | Volere volare                                         | Nominada  |
| 1996 | Mejor actriz protagonista    | Bidoni                                                | Nominada  |
| 2006 | Mejor actriz no protagonista | La bestia nel cuore                                   | Ganadora  |
| 2008 | Mejor actriz no protagonista | Mio fratello è figlio unico y Amore, bugie e calcetto | Nominada  |
| 2011 | Mejor actriz protagonista    | La banda dei Babbi Natale y Benvenuti al sud          | Nominada  |

### Globo d'oro
| Año  | Categoría    | Película                    | Resultado |
| ---- | ------------ | --------------------------- | --------- |
| 2007 | Mejor actriz | Mio fratello è figlio unico | Nominada  |

### Ciak d'oro
| Año  | Categoría                    | Película                                            | Resultado |
| ---- | ---------------------------- | --------------------------------------------------- | --------- |
| 1991 | Mejor actriz protagonista    | Volere volare                                       | Ganadora  |
| 1991 | Mejor actriz no protagonista | Luisa, Carla, Lorenza e... le affettuose lontananze | Ganadora  |
| 1992 | Mejor actriz no protagonista | Il portaborse                                       | Ganadora  |
| 2006 | Mejor actriz no protagonista | La bestia nel cuore                                 | Ganadora  |
| 2007 | Mejor actriz no protagonista | Mio fratello è figlio unico                         | Nominada  |
| 2011 | Mejor actriz no protagonista | La banda dei Babbi Natale                           | Nominada  |